# Amaranthus (album)
Albums de Momoiro Clover Z
5th Dimension
(10 avril 2013) Hakkin no Yoake
(17 février 2016)
Remix par Momoiro Clover Z
Re:Momoiro Clover Z
(septembre 2015)
Singles
1. Naitemo Iin da yo
Sortie : 8 mai 2014
2. Seishunfu
Sortie : 11 mars 2015

Amaranthus (écrit en lettres capitales AMARANTHUS) est le troisième album du groupe japonais Momoiro Clover Z sorti en 2016 simultanément avec le 4e album du groupe Hakkin no Yoake.

## Détails de l'album
Cet album sort le 17 février 2016, presque trois ans après l'album à succès 5th Dimension.
Il sort de manière simultanée avec l'album Hakkin no Yoake.
Il est vendu en plusieurs éditions: une édition régulière (avec un CD seulement contenant de nouvelles chansons et les singles sortis respectivement en 2014 et 2015 tels que Naitemo Iin da yo et Seishunfu) et une édition limitée comprenant un Blu-ray en supplément contenant les clips vidéo, un mini documentaire et autres vidéos.

## Formation
- Kanako Momota (leader)
- Reni Takagi
- Momoka Ariyasu
- Shiori Tamai
- Ayaka Sasaki

## Liste des titres
| 1.  | WE ARE BORN                                            |                  |  |
| 2.  | Monoclo Dessan (モノクロデッサン)                      |                  |  |
| 3.  | Gorilla Punch (ゴリラパンチ)                           |                  |  |
| 4.  | Buryōtōgen Nakayoshi Monogatari (武陵桃源なかよし物語) |                  |  |
| 5.  | Katte ni Kimi ni (勝手に君に)                          |                  |  |
| 6.  | Seishunfu (青春賦)                                     | 13e single major |  |
| 7.  | Saboten to Ribbon (サボテンとリボン)                   |                  |  |
| 8.  | Demonstration (デモンストレーション)                   |                  |  |
| 9.  | Bussōge (仏桑花)                                       |                  |  |
| 10. | Naitemo Iin da yo (泣いてもいいんだよ)                 | 11e single       |  |
| 11. | Guns N' Diamond                                        |                  |  |
| 12. | Bye Bye de Sayōnara (バイバイでさようなら)             |                  |  |
| 13. | HAPPY Re:BIRTHDAY                                      |                  |  |

| 1. | MUSIC VIDEO                        |  |
| 2. | Album Documentary & Off-Shot Video |  |